# Austropaxillus
Austropaxillus là một chi nấm trong họ Serpulaceae. Theo Từ điển các loài nấm (xuất bản lần thứ 10, 2008), chi này có các loài phân bố rộng rãi ở các vùng ôn hòa phía nam.

## Danh sách loài
- A. boletinoides
- A. chilensis
- A. contulmensis
- A. infundibuliformis
- A. macnabbii
- A. muelleri
- A. nothofagi
- A. squarrosus
- A. statuum